# И-12
И-12 истребитель двенадцатый; АНТ-23, «Бауманский комсомолец») — экспериментальный советский истребитель с тандемной схемой расположения двигателей и динамореактивными орудиями — «авиационная пушка Курчевского» АПК-4 калибра 76,2 мм. Впервые поднялся в воздух в 1931 году. Высоких результатов не показал. Был построен только один прототип.

## История
В 1929 году ЦАГИ получил задание на проектирование тяжелого истребителя с динамореактивными пушками. Были составлены тактико-технические требования к истребителю: самолет должен вести воздушный бой на больших дальностях и высоте 5000 м.
Было рассмотрено несколько вариантов нового самолета, в результате было принято решение строить двухбалочный одноместный цельнометаллический истребитель с двумя двигателями воздушного охлаждения и двухкилевым оперением.
Конструировал самолёт начальник бригады ОАГОС[уточнить] Виктор Николаевич Чернышов (авиационный конструктор, старший инженер ОАГОС ЦАГИ (отдел авиации, гидроавиации, опытного строительства). С 1934 г. был директором Воронежского авиазавода. Был репрессирован и расстрелян. Реабилитирован посмертно). 
Сборка И-12 закончилась в начале лета 1931 года, и в июле он появился на аэродроме. Испытание было поручено Козлову Ивану. 29 августа состоялся первый полет, показавший вполне удовлетворительные характеристики. 21 марта 1932 года, при пробной стрельбе из пушек, произошло частичное разрушение конструкции самолёта. Несмотря на это Козлов посадил самолёт на аэродром. При посадке хвостовая балка сломалась, но самолёт и летчик не пострадали. За этот полет Козлов был награждён 25 мая 1932 года орденом Красной Звезды. После аварии самолёт восстановили, но из-за невысоких летных характеристик было принято решение о прекращении работ по этому проекту.
Устранить недостатки планировалось на втором экземпляре с несколько изменёнными размерами — АНТ-23 бис.
Постройка И-12 бис началась ещё летом 1931 года, однако задержалась в связи с неудовлетворительными летными испытаниями первой машины. В процессе сборки в конструкцию вносилось много изменений. Работа затянулась, поэтому руководство уже не проявляло к ней должного внимания. В этих условиях бауманская организация ВЛКСМ в 1933 году решила взять шефство над самолётом, в связи с чем И-12 бис получил название «Бауманский комсомолец». Комсомольцы ЦАГИ обязались отработать на сборке по 60 часов в свободное время. Хотя машина практически была построена (по состоянию на 1 января 1934 года её готовность определялась как 84,95 %), положение спасти не удалось. 4 июня на завод поступило распоряжение заместителя начальника ЦАГИ А. Н. Туполева о прекращении постройки И-12 бис.

## Конструкция
Одноместный цельнометаллический самолёт с двумя двигателями Bristol Jupiter VI фирмы «Gnome-Rhone», установленными в тандем, с кабиной летчика между ними, двухбалочный низкоплан с пушками АПК-4 (76,2 мм) в балках. Хвостовые балки были сделаны из обточенных до 170 мм водопроводных труб — толщина стенок от 1 до 3 мм. Балка состояла из 3-х кусков свинченных по резьбе.
Шасси — пирамидальное, с резиновой пластинчатой амортизацией — довольно высокое (чтобы иметь пространство для заднего винта от земли). Костыли на каждой балке.

## Тактико-технические характеристики
Источник данных: Gunston, 1995; Шавров, 1985.

Технические характеристики
- Экипаж: 1 пилот
- Длина: 9,52 м
- Размах крыла: 15,67 м
- Высота:
- Площадь крыла: 33 м²
- Масса пустого: 1818 кг
- Нормальная взлётная масса: 2405 кг
- Силовая установка: 2 × поршневые Bristol Jupiter VI
- Мощность двигателей: 2 × 420 л. с. (2 × 313  кВт)

Лётные характеристики
- Максимальная скорость: 318 км/ч на 5000 м
- Посадочная скорость: 100 км/ч
- Практическая дальность: 405 км
- Практический потолок: 9320 м
- Время набора высоты: 5000 м за 7,7 мин
- Нагрузка на крыло: 80 кг/м²
- Тяговооружённость: 254 Вт/кг

Вооружение
- Стрелково-пушечное: 2 × 76-мм динамореактивные пушки АПК-4 с 2 патронами на ствол